# 本郷町 (広島県)
本郷町（ほんごうちょう）は、広島県にあった町。豊田郡に属した。
2005年3月22日に三原市と賀茂郡大和町・御調郡久井町と合併して改めて設置された三原市に移行したことに伴い廃止された。

## 地理

### 河川
- 沼田川（ぬたがわ、二級河川）

### 山
- 蟻ヶ平山（標高357.6m）

### 大字・住居表示（合併後）
※は住居表示を示す（合併後）
- 上北方（かみきたがた）
- 下北方（しもきたがた）
  - ※下北方1丁目〜2丁目
- 善入寺（ぜんにゅうじ）
- 船木（ふなき）
- 本郷（ほんごう）
  - ※本郷北1丁目〜本郷北4丁目
  - ※本郷南1丁目〜本郷南7丁目
- 南方（みなみがた）
  - ※南方1丁目〜南方3丁目

## 沿革
- 1889年4月1日 - 市町村制施行。当時の町域にはいずれも豊田郡に属している上北方村・下北方村・善入寺村・船木村・本郷村・南方村の各村があった。
- 1924年4月1日 - 本郷村が町制施行して本郷町（初代）が成立する。
- 1951年4月1日 - 上北方・下北方・善入寺各村が対等合併して北方村が成立する。
- 1954年11月3日 - 本郷町（初代）と北方・船木・南方各村が対等合併して本郷町（2代）が成立する。
- 1993年10月29日 - 北西部の善入寺地区に広島空港が開港する。
- 2005年3月22日 - 三原市と賀茂郡大和町、御調郡久井町と対等合併して改めて設置された三原市に移行したことに伴い廃止する。

## 教育（2005年3月21日当時のデータ）
- 小学校
  - 本郷町立北方小学校
  - 本郷町立船木小学校
  - 本郷町立本郷小学校
  - 本郷町立南方小学校
- 中学校
  - 本郷町立本郷中学校
- 高等学校
  - 広島県立本郷工業高等学校…2005年4月広島県立総合技術高等学校に移行し廃校

## 交通（2005年3月21日当時のデータ）

### 空港
- 広島空港（善入寺）

### 鉄道
- JR山陽本線が通過しており、町内には次の駅がある。
  - 本郷駅（本郷）
- また、JR山陽新幹線も通過しているが、町内には駅などはない。

### 道路
- 高速道路
  - 山陽自動車道が通過しており、町内には次の施設がある。
    - 本郷IC（船木、広島県道82号広島空港本郷線と接続）
- 国道
  - 国道2号
- 主要地方道
  - 広島県道33号瀬野川福富本郷線
  - 広島県道49号本郷大和線
  - 広島県道50号本郷久井線
  - 広島県道59号東広島本郷忠海線
  - 広島県道73号広島空港線
  - 広島県道82号広島空港本郷線
- 一般県道
  - 広島県道155号三原本郷線※未開通
  - 広島県道193号本郷停車場線
  - 広島県道343号下徳良本郷線
  - 広島県道362号小泉本郷線
  - 広島県道369号南方竹原線

## 名所・旧跡
- 高山城跡・新高山城跡：国の史跡。
- 御年代古墳
- 瀑雪滝
- 女王滝…NHK大河ドラマ「毛利元就」（1997年放送）のオープニングに登場した滝。
- 広島県立中央森林公園
- 三景園

## 本郷町出身の有名人
- 村田兆治…福山電波高等学校（現：近畿大学附属広島高等学校・中学校福山校）を経てロッテオリオンズ（現：千葉ロッテマリーンズ）に入団。ロッテではエースとして活躍した。
- 山原玲子…元中国放送アナウンサー。
- 星野一郎…会計学者。広島大学大学院社会科学研究科マネジメント専攻教授。
- 片山準三…ミツトヨ社長
- 大田堯